# 聚楽第
聚楽第（じゅらくてい、じゅらくだい）は、安土桃山時代、豊臣秀吉が「内野（うちの）」（平安京大内裏跡、現在の京都市上京区）に建てた政庁・邸宅・城郭。竣工後8年で取り壊されたため、不明な点が多い。前野長康が造営奉行を務めた。

## 歴史
聚楽第は関白になった豊臣秀吉の政庁兼邸宅として1586年（天正14年）2月に着工され、翌1587年（天正15年）9月に完成したために、秀吉は妙顕寺城より移った。
九州征伐を終えた秀吉が大坂より移り、ここで政務をみた。1588年5月9日（旧暦天正16年4月14日）には後陽成天皇の行幸を迎えてこれを饗応している。また天正少年使節や徳川家康の謁見もここで行われた。
1591年（天正19年）12月に秀吉が豊臣氏氏長者・家督および関白職を甥（姉・日秀の子）豊臣秀次に譲ったあと聚楽第は秀次の邸宅となった。翌、1592年（天正20年）1月には再度、後陽成天皇の行幸を迎えている。短期間に同じ場所に2度も行幸が行われたのは稀有なことである。文禄3年ごろには北の丸が秀次により増築された。しかし、1595年（文禄4年）7月に秀次は、秀吉によって高野山に追放させられ、切腹した。その後、秀吉は、秀次を謀反人として印象付けるため、翌8月から聚楽第を徹底的に破却した。
竣工から破却まで、聚楽第が存在したのは８年弱であった。
聚楽第を破却した豊臣秀吉は、御所に参内するための便宜上、新たに豊臣家の京屋敷を建設する必要に迫られ、現在の仙洞御所の地に「京都新城（後に北政所が居住）」が設けられた。

## 規模

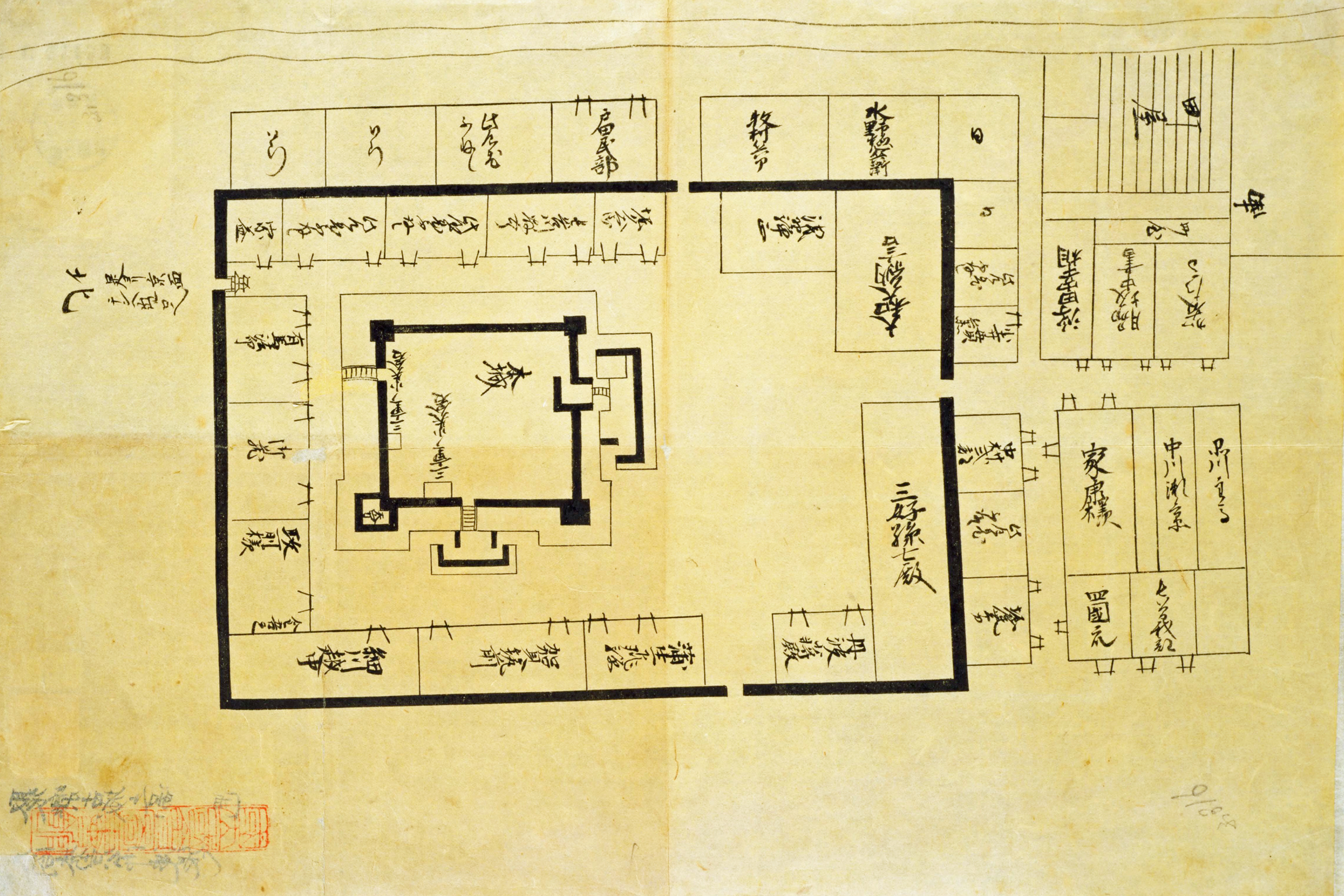
『聚楽古城之図』に描かれた聚楽第 （図面の左が北方向

聚楽第は、「第」（＝ 殿第、邸）とあるが、本丸を中心に、西の丸・南二の丸及び北の丸（豊臣秀次増築）の三つの曲輪を持ち、堀を巡らせていたため、形態としては平城であった。
建物には金箔瓦が用いられ、白壁の櫓や天守のような重層な建物を持つ姿が国宝「三井家本　聚楽第図屏風」や「洛中洛外図」（江戸初期）などに描かれている。さらに国立国会図書館・広島市立図書館（浅野文庫）などが所蔵する「聚楽古城図」では本丸北西隅に「天守」の書き入れがあり、天守の存在が推定されているが、一方で天守はなかったのではないかという指摘もある。秀次の家臣駒井重勝の『駒井日記』によると、本丸の石垣上の壁の延長は計486間、三つの曲輪も含めた四周に巡らされた柵の延長は計1031間であった。吉田兼見の『兼見卿記』によれば、堀の幅は二十間、深さは三間であった。
域内数カ所で堀の痕跡が発掘され、その内二カ所で石垣列が発見されている。そのいずれもが方位に対して時計回りに約三度の傾きを持っていることが最近発見された。よって聚楽第の縄張りには三度の傾きがあったと考えられ、更に城下の街区にも同様の傾きがあった可能性が考えられる。従来からこの附近の通りには、時計回りに傾く傾向が認められ、聚楽第の縄張りには同様の傾きがあったのではとの憶測を生んでいたが、それが実際に確認されたことになる。聚楽第南方に位置する徳川家康創建の二条城にも同様に三度の傾きが見られるが、この傾きが聚楽第の影響によるものとの主張も生まれた。
「京都図屏風（地図屏風）」によれば本丸は、北堀が一条通南方、東堀が大宮通、南堀は上長者町通、西堀は裏門通付近にあったものと推定され、それに加えて北之丸北堀は横神明通、南二之丸南堀は出水通北方、西之丸西堀は浄福寺通付近にあったものと推定される。
『聚楽行幸記』には、内郭部堀の四周を囲んで「石のついがき」が「山のごとく」巡っていたとあり、その様子は聚楽古城図にもうかがえ（太線で表示）、また「聚楽第図屏風」を始めとする聚楽第を描いた全ての屏風絵からも確認できるから、外郭は堀を伴わない「ついがき」すなわち高塀であったと考えられる。北側は元誓願寺通付近、東側は黒門通付近、南側は下立売通と出水通との中間付近に築かれていたと考えられ、西側は土屋町通付近にあったものと推定される。最近になって、当初外郭は高塀であったが、のちに外堀が掘られそれが未完成に終わったとする説が現れた。ただし文献・伝承などに、外堀が掘られたことや高塀が取り壊されたこと、大名屋敷を立ち退かせたことなどは見えない。
「聚楽古城図」によれば、外郭内に豊臣秀長（大和大納言）、三好孫七（後の豊臣秀次）などの秀吉親族や、前田利家、黒田孝高、細川忠興、蒲生氏郷、堀秀政など秀吉配下にあって特に信頼されていた大名の屋敷が建ち並んでいた。千利休（「宗益」と記す）も外郭内北東隅の北御門近く、現在の元誓願寺通南側、大宮通と黒門通の間辺りに屋敷を与えられていた。
外郭外側には、縦横に街路を造り、秀吉配下の大名屋敷を配置した。その範囲は、北は元誓願寺通、南は丸太町通、東は堀川、西は千本通で囲まれた地域であったと推測されている。のちに街区は堀川の東にも広げられ聚楽第と御所の間は金箔瓦を葺いた大名屋敷で埋め尽くされたと考えられている。

## 名称

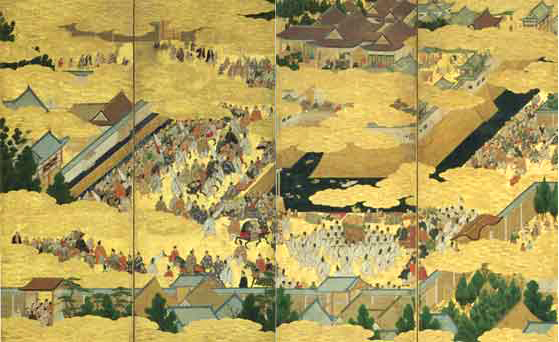
『後陽成天皇聚楽第行幸図』（堺市博物館収蔵）

聚楽第は、「聚楽亭」「聚楽城」「聚楽屋敷」「聚楽邸」「聚楽館」などとも記される。単に「聚楽」とのみ記した例がある一方で、『聚楽行幸記』などには「聚楽第」「聚楽亭」の表記も見られる。。
読みに関して「じゅらくてい」「じゅらくだい」「じゅらくやしき」の各説あるが、「第」の漢音は「テイ」であり、正保期の版本小瀬甫庵の『太閤記』には「聚楽第」の表記に「じゅらくてい」のふりがなが振られており、当時「じゅらくてい」と読んでいたことが確認できる。また同書には「聚楽亭（じゅらくてい）」「聚楽と号し里第（りてい）を構へ」の、ふりがな付きの表記も見られる。明治以降の文献には「じゅらくだい」としたものもある。群書類従『解題』（1960年）には「『ジュラクダイ』とも訓むが、『第』『亭』相通じ、（中略）、古文書類にも『亭』としたものがあるから、正しくは『ジュラクテイ』と訓むべきであろうとしている」と書く。なお桜井成広は、「じゅらくやしき」と読むべきとしている。
聚楽第は、建造中は「内野御構」（うちの おかまい、-の おんかまえ）と呼ばれていた。

「聚楽」という名の由来については、『聚楽行幸記』に「長生不老の樂（うたまい）を聚（あつ）むるものなり」とある。またフロイスの『日本史』には「彼（秀吉）はこの城を聚楽（juraku）と命名した。それは彼らの言葉で悦楽と歓喜の集合を意味する」（松田毅・川崎桃太訳）とある。これら以外に「聚楽」の出典が見いだせないことから、秀吉の造語と考えられている。

## 現況

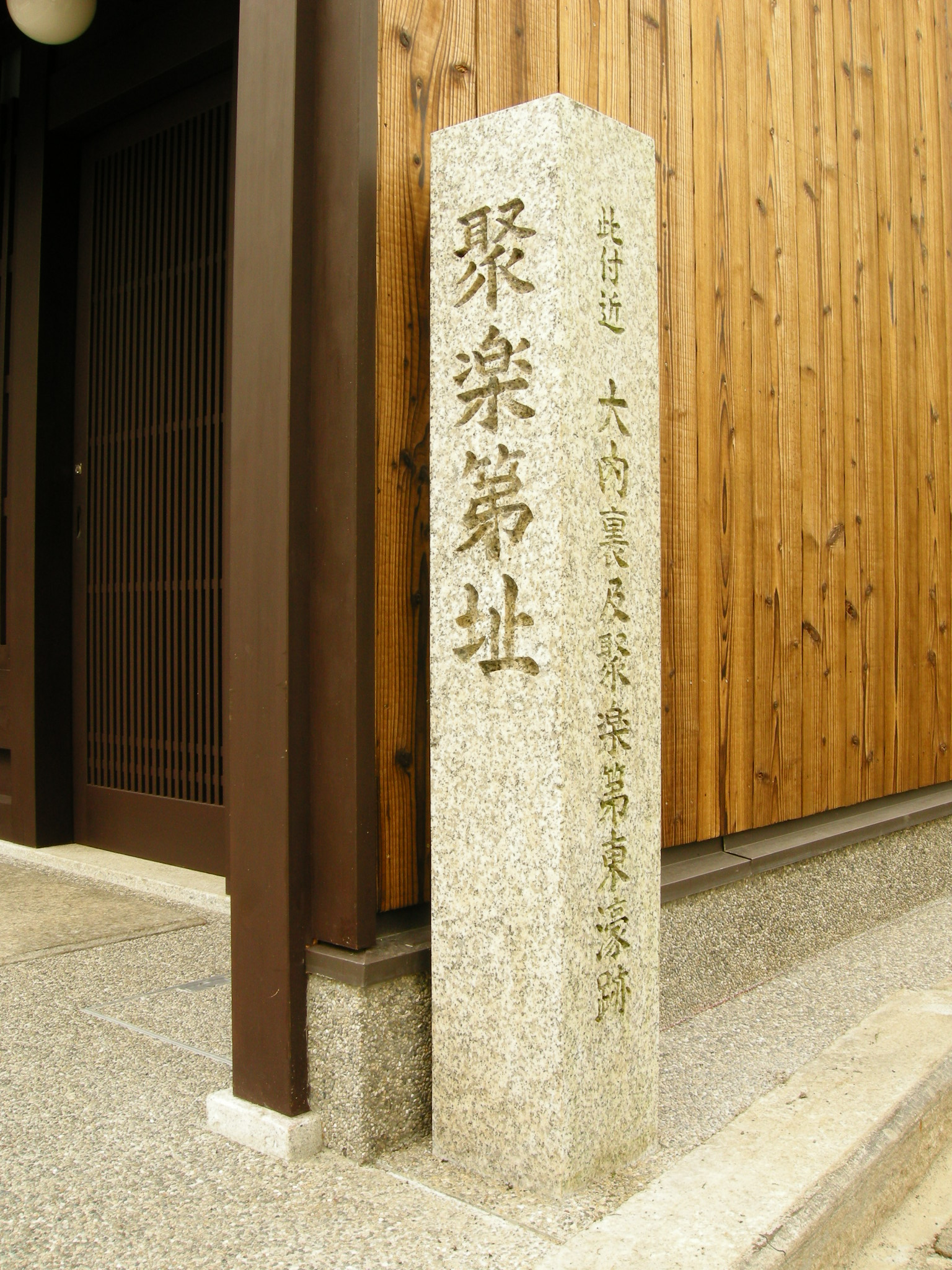
『聚楽第址』の石碑　1992年（平成4年）に聚楽第本丸東堀の跡から大量の金箔瓦が出土した。この石碑はその東堀跡に2009年（平成21年）5月に建てられた

上述のように、聚楽第は徹底的に破却されたので、明確な遺構は残っていない。
現在 『聚楽第址』の石碑が 中立売通大宮西北角（聚楽第本丸東堀跡【写真：右】）と中立売通裏門南西角（聚楽第本丸西堀跡）の2箇所に建てられている。
1992年（平成4年）、西陣公共職業安定所（ハローワーク西陣・大宮通中立売下ル）の建て替え工事の際に、本丸東堀跡が検出され、金箔瓦約600点が出土した。本丸側から投棄されたように層状に堆積していたため、本丸の建物に葺かれていた瓦と考えられる。2002年（平成14年）国の重要文化財に指定された。
1997年（平成9年）には、一条通松屋町西入ル北側のマンション建築工事の際に、東西に延びる底石列が二列検出された。この石列は京都図屏風などから北之丸北堀南側の石垣のものと考えられる。
2012年（平成24年）には、京都府警西陣待機宿舎（智恵光通上長者町下ル東側）の建て替え工事の際に、本丸南堀北側の石垣の基部（東西間の約32メートル）が検出された。
聚楽第の破却に際し、建物の多くは伏見城内へ移築されたとされる。西本願寺の飛雲閣、妙覚寺の大門、妙心寺播桃院玄関、山口県萩市常念寺の山門なども、聚楽第から移築されたという伝承があるが、いずれも伝承の域を出ず、今のところ聚楽第の遺構と認められている建造物は大徳寺の唐門だけである。
また「梅雨の井」（松屋町通下長者町上ル東入ル）は聚楽第の遺構であると伝承されてきたが、近年の研究ではこの地点は東堀の中に当たるので、遺構ではない可能性が指摘されている。
また松林寺（智恵光院通出水下ル）付近一帯は周辺より3mほど低くなっており、古くから聚楽第の堀跡とされてきた。1997年に試掘調査が行われ、報告者は外堀の一部としている。
一方で、桃山期から江戸初期にかけての文献史料・絵画等に、聚楽第に外堀のあったことが見えないところから、江戸時代以降、壁土として盛んに利用された「聚楽土」の採掘跡の可能性を指摘する声もある。1997年の試掘調査でも深さ3mほどで地山に当たっており現況からは深さ3間・幅20間あったという聚楽第の堀を想定することは難しい。また、平成27年（2015年）の京都大学防災研究所らによる「表面波探査」では、堀は確認できなかった。
京都市出水老人デイサービスセンターの北向かい（智恵光院通出水下ル）には加藤清正寄贈と伝えられている庭石が残る。
江戸時代の間は「聚楽村」と呼ばれる農村であったが、近代以降に市街地化された。町名には、「須浜町」「須浜池町」「天秤丸町」「山里町」「北之御門町」「高台院（旧みだい）町」「東堀町」など、当時の名残が色濃く残っている。「黒門通」は聚楽第の東門（「くろがねの門」）にちなむとされ、また「藤五郎町」「如水町」「小寺町」「浮田町」「中村町」「飛弾殿町」「福島町」「中書町」「直家（旧なおゑ）町」など秀吉麾下の武将の名を冠した町名も多く残る。
廃却後、聚楽第縁辺にあった聚楽町に住んでいた住民は町ごと伏見城下に移転させられ、現在も京都市伏見区には聚楽町の地名が残っている。同区内にはこのほか聚楽第ゆかりの「（東・西）朱雀町」「（上・下）神泉苑町」の地名も残る。

## 資料
文献
- 『聚楽行幸記』 - 大村由己筆。『天正記』全6編の1つ（『群書類従』所収）。1588年（天正16年）成立。同年4月14日-18日の後陽成天皇行幸をその直後に記したもの。

- 『日本史』 - ルイス・フロイス著 - 聚楽第についての記述がある。
- 『輝元公上洛日記』- 天正16年に毛利輝元が大坂城や聚楽第を訪れた際の記録。
- 『兼見卿記』- 吉田神社の神官 吉田兼見の日記。
- 『言経卿記』- 当時の中流公家 山科言経（やましな ときつね）の日記。

絵画
聚楽第を描いた絵画は以下のものが確認されている。
- 「聚楽第図屏風」 六曲一隻 桃山時代 三井記念美術館所蔵。聚楽第を描いたものとしては最も古いと考えられている。
- 「聚楽第図」大阪城天守閣所蔵
- 「御所参内・聚楽第行幸図屏風」  六曲一双 桃山時代 個人蔵（上越市立歴史博物館寄託）[20]。

- 「洛中洛外図屏風」 六曲一双 江戸時代前期 尼崎市教育委員会所蔵[21]。
- 「聚楽第行幸図屏風」 二曲一双  寛永初期 堺市博物館所蔵
- 「洛中洛外図」南蛮文化館蔵。 廃城後の聚楽の姿を描く[22]。
- 『探幽縮図』「聚楽第図屏風」模写 東京藝術大学資料館所蔵[23]。
- 「豊公築所聚楽城之図」 名倉希言筆 豊國神社所蔵[24]。

図面資料
以下の1～6はいずれも同じ原図によるものと考えられ、国立国会図書館蔵のものが一番オリジナルに近いと考えられる。堀、門、天守、櫓などの位置及び大名屋敷の位置と街路が書きこまれ、築垣と思われる太線も記入されている。
『京都図屏風』は一名『地図屏風』とも呼ばれ、寛永2年（二条城拡張工事）から4年（後水尾院御所着工）ごろまでに描かれたと考えられ、ほぼ6500分の1の正確な京都の地図で、聚楽第の堀の形状と位置を記す唯一の資料である。
この他、表千家には聚楽第内にあった利休屋敷の部分的な平面図が遺されている。
- 1.『日本古城絵図』「聚楽古城之図」国立国会図書館所蔵（同館デジタル資料で閲覧可）
- 2.『諸国古城之図』（浅野文庫本）「山城 聚楽」広島市立中央図書館所蔵（同館デジタル資料で閲覧可）
- 3.『太閤御縄張聚楽城之図』個人蔵　安土城考古博物館寄託
- 4.『聚楽古城之図』臼杵市教育委員会所蔵
- 5.『聚楽城古図』尊経閣文庫　前田育徳会所蔵
- 6.『太閤御縄張聚楽之図』京都大学文学部所蔵
- 7.『京都図屏風』個人蔵。『慶長・昭和京都地図集成』所収　柏書房　1994
- 8.『京聚楽大広間平面図』岸上家伝書…本図は江戸城大広間を参考に偽作されたとする説がある
- 9.『豊公築所聚楽城址形勝』名倉希言による天保14年の調査